# Стадион Сабина парк
Стадион Сабина парк (енгл. Sabina Park) је вишенаменски стадион у граду Кингстон на Јамајки. Стадион је првенствено игралиште за крикет и дом „Кингстонског крикет клуба”, и једино је терен за тест крикет у Кингстону, Јамајка.

## Историја
Сабина Парк је првобитно био Пен (градска резиденција и суседна земља власника трговине и трговца), чији је део на крају продат „Крикет клубу Кингстон” за њихово игралиште. Цело имање је имало 30 јутара. Велика кућа у Сабина Парк Пен је названа Росемоунт.
Сабина парк, дом Кингстонског крикет клуба, налази се у најсувљем делу Кингстона и дуги низ година терен је био један од најтврђих и најбржих на Карибима. Али последњих година површина се успорила, упркос покушајима да се сачува ригиналне особине терена.
Што се тиче величине, Сабина парк је био релативно мали, али као и други велики терени у региону, подвргнут је великом реновирању уочи Светског првенства 2007. године, процеса који је био препун главобоља и кашњења. Капацитет је повећан са 15.000 на 20.000, и даље 5.000 мање од суседног стадиона Трелавни.